# Coelidia panamensis
Coelidia panamensis är en insektsart som beskrevs av Nielson 1983. Coelidia panamensis ingår i släktet Coelidia och familjen dvärgstritar. Inga underarter finns listade i Catalogue of Life.